# Bunești-Averești
Bunești-Averești es una comuna ubicada en el distrito de Vaslui, Rumania.

## Superficie

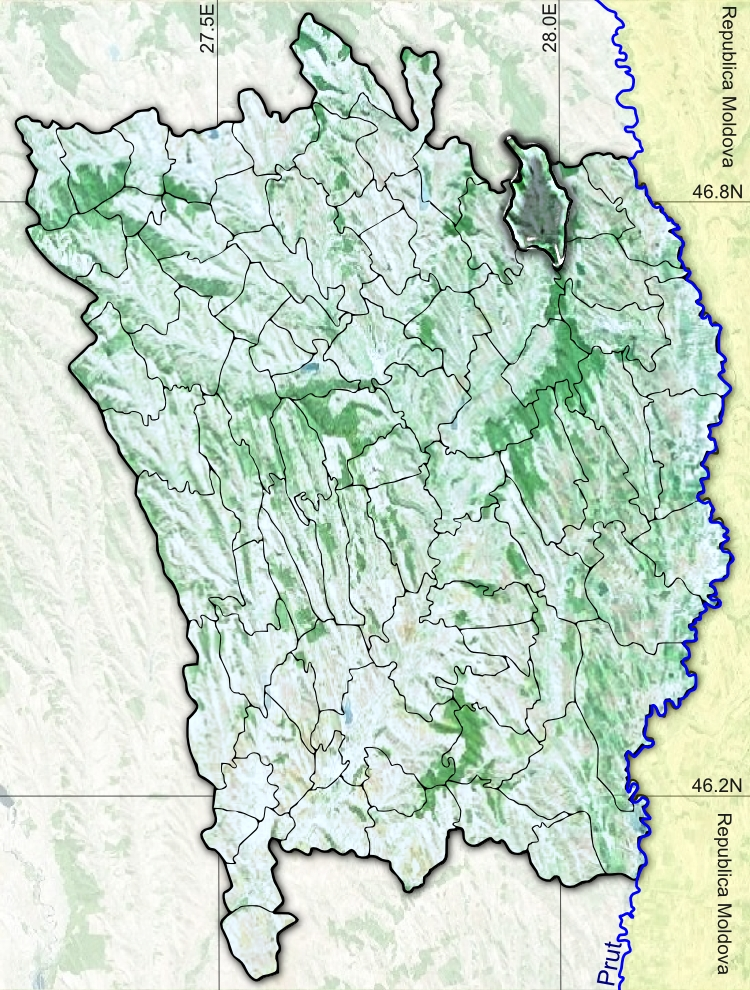
Ubicación de la comuna dentro del distrito de Vaslui

Posee una superficie de 66,57 kilómetros cuadrados.

## Demografía
Hasta 2021 la población era de 2088 habitantes, con una densidad de población de 31,37 habitantes por kilómetro cuadrado.